# Due volte nella vita (film 1998)
Due volte nella vita è un film del 1998 diretto da Emanuela Giordano.

## Trama
L'azione del film (per 3/4 girato in bianco e nero), si svolge all'interno di un obitorio 